# Дахамунцу
Дахамунцу је име које хетитски списи, односно „Анали Супилулијуме I“, које је написао његов син Мурсили II, користе за староегипатску краљицу која је понудила своју руку хетитским принчевима. Њен идентитет није са сигурношћу утврђен. Назив је вероватно транслитерација египатског израза Тахеметнесу (краљева супруга), а не име конкретне жене, па је различити извори наводе као алијас за Меритатен, Нефертити и Анкесенамен. У сваком случају, ради се о краљици из позне Осамнаесте династије старог Египта. 
Према аналима, Хетити су ратовали против Египћана и државе Митани. Анали кажу:

Египћани су били у страху. И пошто је још умро њихов господар Нибурурија, краљица Египта, која се звала Дахамунцу, послала је гласника Супилулијуми.

-Муж ми је умро и немам сина. За вас кажу да имате много синова. Можете ли ми дати једног од својих синова за мужа? Не бих волела узети неке од мојих поданика за мужа... Бојим се.

Таква понуда за брак са египатском краљицом била је нечувена, јер је Аменхотеп III био јасан у својим дипломатским писмима да Египћани никада своје жене нису другима нудили за брак: Од памтивека се кћери египатског краља не дају никоме. Супилулијума је зато био изненађен и сумњичав, па је послао свога дворјанина да испита ствар.

-Иди и донеси ми истину. Можда ме варају. Можда у ствари имају сина свога господара.

Следећег пролећа дворјанин и египатски гласник се враћају са новим писмом од краљице:

-Зашто си рекао варају ме? Да имам сина, зар бих писала о својој и срамоти своје земље у страну земљу? Ти ми ниси веровао и чак си ми то рекао. Онај који је био мој муж је умро. Сина немам. Никада нећу узети свога слугу за мужа. Нисам писала ниједној другој земљи, само сам теби писала. Кажу да имаш много синова, зато дај мени једног од њих. Мени ће он бити муж, а Египту ће бити краљ.

Супилулиума је и даље сумњичав и каже египатском гласнику:

-Тражиш ми сина као да је то моја дужност. Он ће на неки начин бити талац, а за краља га нећете узети.

Ипак, после нових преговора са египатским гласником, Супилулиума пристаје да пошаље једног сина у Египат. Овај принц, Зананза, убијен је још пре него што је стигао у Египат. По њему се овај инцидент назива „Зананзина афера“. 
Анали јасно помињу да су Хетити оптужили Египћане за Зананзино убиство:

Овако су причали: Египћани су убили Зананзу и донели вест: Зананза је мртав. А када је Супилијума чуо о Зананзиној смрти, почео је да тугује за Зананзом и боговима је овако говорио: О, богови! Зло нисам чинио, а Египћани су ми ипак ово учинили, и такође напали границу моје земље.

У знак освете Супилулијума I је заузео египатски град Амку (у Либану) и из њега довео заробљенике. Смрт краљева Супилулијуме и његовог наследника Арунванде II били су индиректне последице Зананзине афере, јер су обојица умрли од куге коју су у Хатушу донели заробљеници из Амкуа.